# 路易斯安那號戰艦
路易斯安那號戰艦（舷號BB-19）是一艘隸屬於美國海軍的戰艦，為康涅狄格級戰艦的二號艦。她是美軍第三艘以路易斯安那州為名的軍艦。
路易斯安那號在1903年於紐波特紐斯造船廠開始建造，並在1904年下水，最終在1906年服役。稍後路易斯安那號參與美國大白艦隊（Great White Fleet）環球航行，並在1911年出訪歐洲多國。1914年路易斯安那號支援美國在坦皮科事件後入侵韋拉克魯斯。美國參與第一次世界大戰後，路易斯安那號主要用作訓練艦，並在戰後協助接載美軍從歐洲返國。1920年路易斯安那號退役，並在1923年按照華盛頓海軍條約出售拆解。